# Colobostruma elliotti
Colobostruma elliotti é uma espécie de formiga do gênero Colobostruma, pertencente à subfamília Myrmicinae.